# 田谷隼
田谷隼（日语：／ Taya Hayato，1990年1月20日—），日本男演員、配音員。出身於埼玉縣。身高175cm。A型血。

## 來歷
此前，曾隸屬於山王Production的日本兒童劇團，並作為童星出現在廣告上。日本藝術高等學園畢業。2010年10月起隸屬於Production BAOBAB。

## 人物
資格：劍道初段。特長：踢踏舞。興趣：鋼琴。

## 演出
粗體字表示主要角色。

### 電視動畫
2009年
- 東之伊甸（春日晴男）

2011年
- 電視漫畫 昭和物語

2012年
- 足球騎士（男學生A）

2015年
- 俺物語!!（同級生2）
- 忍者亂太郎（士兵）
- 你考古嗎？（2015年—2017年，文森／文森＝萊特[4][5]）2系列[系列 1]

2016年
- 排球少年!! 烏野高中 VS 白鳥澤學園高中（佐佐木）

2018年
- 哆啦A夢 (水田山葵版)（郵局工作人員）
- 蠟筆小新（警官）

2020年
- 闇影詩章（2020年—2024年，進藤和輝[6]）2系列[系列 2]

2022年
- Ani x Para ～誰是你的英雄？～（金田進[7]）

2023年
- 名偵探柯南（正木直斗）

### 電影動畫
- NITABOH 仁太坊-津輕三味線始祖外聞（日语：NITABOH 仁太坊-津軽三味線始祖外聞）（2004年，留吉〈少年時期〉[8]）
- 東之伊甸（2009年—2010年，春日晴男）2作品[系列 3]
- 螢火之森（2011年，亮太）

### 遊戲
- 王國之心II（2005年，平茨）
- 鈉克的大冒險（2014年，盧卡斯）
- 王國之心III（2019年，平茨）
- 闇影詩章（2019年，荒野嚮導、魔神僕從、閃電戰精靈）
- 碧藍幻想（2020年，進藤和輝[9]）
- 闇影詩章 霸者之戰（2020年，進藤和輝[10]）
- Battle Spirits 連結鬥士（日语：バトルスピリッツ コネクテッドバトラーズ）（2022年，虹宮洞也[11][12]）
- 蔚藍色法則（2023年，玩家[13]）

### 廣播劇CD
- 羔羊之歌（小時候的高城一砂）

### 廣播劇
- 高加索的金色雲層（阿爾弗爾斯）
- 昭和八十年的電台少年（富次男）
- 野球少年（原田青波）
- VOMIC ǝnígmǝ【異能謎境】（水澤艾爾）

### 外語配音

#### 電影
- 月球漫步（英语：A Walk on the Moon）
- 新少棒闖天下（胡珀）
- 地球迴聲（塔克·西姆斯〈布萊恩·亞斯特羅·布拉德利（英语：Astro (rapper)）〉）
- 戰爭遊戲（伯納德）
- 烏龍夏令營（英语：Ernest Goes to Camp） ※迪士尼XD版。
- 哈利波特：神秘的魔法石（格雷戈里·高爾〈喬許·赫德曼（英语：Josh Herdman）〉）
- 怪物遊戲2：妖獸讚（桑尼·昆恩〈傑瑞米·雷·泰勒（英语：Jeremy Ray Taylor）〉）
- 牠（威廉·“比爾”·丹柏（英语：Bill Denbrough）〈傑登·馬泰爾〉[14]）
  - 牠：第二章[15]
- 噬血童話
- 怒海爭鋒：極地征伐
- 尼古拉斯的禮物（英语：Nicholas' Gift）（安傑洛）※NHK-BS2版。
- 鬼入鏡4（本〈馬特·夏夫利〉）
- 星際大戰二部曲：複製人全面進攻（波巴·費特〈丹尼爾·羅根（英语：Daniel Logan）〉）
- 恐怖花園（英语：Strange Gardens）
- 蜘蛛人：驚奇再起（布萊恩）
- 蜘蛛人驚奇再起2：電光之戰（菲利普）
- 魔劍少年（梅林〈安格斯·伊姆利（英语：Angus Imrie）〉）
- 末代傭兵（亞契伯德〈薩米爾·迪卡沙〉[16]）
- 限時完美男（英语：The Perfect Date）（墨菲〈歐迪瑟亞斯·喬治亞迪斯〉）
- 天才一族
- 巡邏驚很大（滑冰小子〈強尼·彭伯頓（英语：Johnny Pemberton）〉）
- 三分男孩
- 弓箭之戰（野上〈大谷亮平〉）

#### 電視影集
- 天才學園（弗萊哲·昆比〈傑克·索特〉）
- 靈書妙探 (第5季)
- 犯罪心理 (第5、7季)
- CSI犯罪現場：邁阿密 (第8季)（肯尼·泰納）
- 檀島警騎2.0（普阿·凱〈孝恩·安東尼·湯姆森〉）
- 愛卡莉
- 愛情雨
- Mentors（英语：Mentors (TV series)）（鮑比）
- 神經妙探（班吉·弗萊明〈凱恩·里喬特〉）
- 重返犯罪現場 (第2季) ※Dlife版。
- 童話小鎮 (第3季)（彼得·潘〈羅比·凱〉）
- 名聲大噪（利奧·休斯頓〈艾莫瑞·柯恩〉）
- 太王四神記
- 魔法樹（英语：The Magic Tree (TV series)）
- 熱血教師（英语：The Ron Clark Story）（庫利奧）
- 秘社
- 雷人（英语：The Thundermans）（伊凡）
- 勝利之歌

#### 動畫
- 大魚海棠[17]
- 笑令營（英语：Camp Lakebottom）（麥吉）
- 馴龍高手系列（小嗝嗝·阿倫德斯·哈德克三世[18]）
  - 馴龍高手 (電視影集)
  - 馴龍高手
  - 馴龍高手2
  - 馴龍高手3[19]
- 星際寶貝：動畫系列（英语：Lilo & Stitch: The Series）（文斯）
- 下課後（文斯〈第2代日語配音〉）
  - 下課後電影版（英语：Recess: School's Out）
- 變身特務（華特·貝克[20]）
- 星際大戰：瑕疵小隊（楊格·克隆）
- 星際大戰：複製人之戰 (電視影集)（波巴·費特、候補生）
- 魔戒：洛汗人之戰（利夫[21]）
- 湯姆貓與傑利鼠：間諜使命（英语：Tom and Jerry: Spy Quest）（喬尼·奎斯特）
- 終極蜘蛛人（彼得·豬客／豬豬人）

### PV
- GReeeeN「道（日语：道 (GReeeeNの曲)）」

### 廣告

#### 電視
- 話系列（浦島太郎）
- DMG森精機（旁白）
- 日清U.F.O炒麵（飛翔少年）
- 明治 牛乳 編

#### 電台
- NTT
- NTT Communications（日语：NTTコミュニケーションズ）
- NTT DOCOMO
- 歐樂納命C（日语：オロナミンCドリンク）
- 可口可樂
- 產經新聞
- 進研研習（日语：進研ゼミ）
- 東京迪士尼樂園
- 東芝
- National
- 芬達
- 沃達豐
- 本田Stepwgn
- 三井不動產
- 橫濱八景島海島樂園
- 獅王

## 腳註

## 外部連結
- 田谷隼｜Production BAOBAB （日語）
- 田谷隼的X（前Twitter） （日語）
- 田谷隼 （页面存档备份，存于） （日語）—Talent Date Bank
- 田谷隼 （页面存档备份，存于） （日語）—日本藝人名鑑（日语：日本タレント名鑑）
- （日語）—WEB THE TELEVISION（日语：ザテレビジョン）
- 田谷隼 （页面存档备份，存于） （日語）—SEIGURA web
- 田谷隼 （页面存档备份，存于） （日語）—KINENOTE
- 田谷隼 （页面存档备份，存于） （日語）—oricon
- 田谷隼 （页面存档备份，存于） （日語）—MOVIE WALKER PRESS（日语：MOVIE WALKER PRESS）
- 田谷隼 （页面存档备份，存于） （日語）—電影.com（日语：映画.com）
- 田谷隼 （页面存档备份，存于） （日語）—allcinema（日语：allcinema）